# Herbert Jess
Herbert D. Jess (* 28. April 1943 in Berent) ist ein ehemaliger deutscher Diplomat.

## Leben
Nach dem Studium der Rechtswissenschaften an den Universitäten von Heidelberg, München und Genf sowie einem Studium an der Verwaltungshochschule in Speyer war er von 1970 bis 1972 wissenschaftlicher Assistent am Max-Planck-Institut für ausländisches öffentliches Recht und Völkerrecht in Heidelberg.
Nach dem Eintritt in den Auswärtigen Dienst 1972 folgten Verwendungen an den Botschaften in Jugoslawien und Island. Von 1974 bis 1977 war er zunächst Ständiger Vertreter des Generalkonsuls in Sydney und danach bis 1979 Ständiger Vertreter des Generalkonsuls in Leningrad. 1979 wechselte Herbert Jess in das Bundeskanzleramt und war dort bis 1982 Stellvertretender Leiter des Referats für Ost-West-Fragen in der Außenpolitischen Abteilung. Von 1982 bis 1985 war er bereits Ständiger Vertreter des Botschafters in Malaysia. Zwischen 1985 und 1990 war er anfangs Stellvertretender Leiter des EU-Grundsatzreferats sowie danach Stellvertretender Leiter des Referats für Bilaterale Beziehungen zu Westeuropa. 1990 wurde Herbert Jess Ständiger Vertreter des Botschafters in der Schweiz. Von 1992 bis 1996 war er Leiter des Referats für Fragen des Binnenmarkts und bilaterale Beziehungen zu den EU-Mitgliedstaaten. 1996 wurde er Gesandter und Ständiger Vertreter des Botschafters in der Volksrepublik China. Zugleich war er Leiter der Wirtschaftsabteilung. Von 2000 bis 2004 war Jess Botschafter der Bundesrepublik Deutschland auf den Philippinen. Anschließend leitete er bis zu seiner Versetzung in den Ruhestand die Botschaft von Kuala Lumpur (Malaysia).

## Auszeichnungen
- Chevalier du Dévouement, Frankreich, 1973
- Légion d’Honneur, Frankreich (Chevalier), 1992
- Order of Sikatuna with the Rank of Datu, Philippinen (Grand Cross), 2004

| Vorgänger           | Amt                                             | Nachfolger     |
| ------------------- | ----------------------------------------------- | -------------- |
| Wolfgang Göttelmann | Deutscher Botschafter in Manila 2000–2004       | Axel Weishaupt |
| Jürgen Staks        | Deutscher Botschafter in Kuala Lumpur 2004–2008 | Günter Gruber  |

| Personendaten    | Personendaten      |
| ---------------- | ------------------ |
| NAME             | Jess, Herbert      |
| ALTERNATIVNAMEN  | Jess, Herbert D.   |
| KURZBESCHREIBUNG | deutscher Diplomat |
| GEBURTSDATUM     | 28. April 1943     |
| GEBURTSORT       | Berent             |